# Bogazi/Boğaz
Bogazi (griechisch Μπογάζι), türkisch Boğaz, ist ein Ort auf der Karpas-Halbinsel im Nordosten der Mittelmeerinsel Zypern. 2011 zählte er 157 Einwohner. Bis 1974 war das Dorf ausschließlich von Zyperngriechen bewohnt.

## Geschichte
Die erste osmanische Zählung von 1831 erwähnt das Dorf nicht, so dass man davon ausgeht, dass es erst danach entstand. Erfasst wurde es erstmals im Zensus von 1911, als man 7 türkische und 8 griechische Einwohner ermittelte. Folgt man Jack Goodwin, so wurde das Dorf als „Boghaz Trading Stations“ erstmals erwähnt. Zehn Jahre nach dem besagten Zensus lebten 26 Menschen im Dorf, von denen nur noch zwei Türken waren, hingegen waren 1931 von den 188 Einwohnern 52 Türken, die übrigen 136 zählte man als Griechen. Bis 1946 verschwand die türkische Minderheit fast gänzlich aus dem Dorf, denn in diesem Jahr zählte man bei 115 Einwohnern nur noch 5 Türken. 1960 waren es bei 90 Einwohner nur noch 2 Zyperntürken, 88 Einwohner galten als Zyperngriechen. Die starken Schwankungen des türkischen Bevölkerungsanteils, der zwischen 2 und 47 % oszillierte, dürften auf türkische Saisonarbeiter in der Handelsstation zurückzuführen sein. 1963 befand sich im Dorf ein Lager der griechisch-zypriotischen Nationalgarde. 1973 zählte man 108 Griechen und 12 „andere“, offenbar keine Türken. Das Dorf galt als griechisches Ausflugsziel, und einige Sommerhäuser entstanden in der Umgebung. 
Im August 1974 flohen die mehr als 100 Bewohner vor der vorrückenden türkischen Armee in den Süden der Insel, wo sie seither weit verstreut leben. Statt ihrer kamen türkischsprachige Zyprer aus dem Distrikt Larnaka ins Dorf. Rückkehrer aus Nikosia und Famagusta, aber auch aus England erwarben leerstehende Häuser und bauten neue, so dass der Ort 1996 wieder 100 Bewohner hatte. Bis 2006 stieg diese Zahl rapide auf 295, fiel jedoch fünf Jahre später wieder auf 157 zurück. 